# Cadillac CT5
Cadillac CT5 – samochód osobowy klasy wyższej produkowany pod amerykańską marką Cadillac od 2019 roku.

## Historia i opis modelu

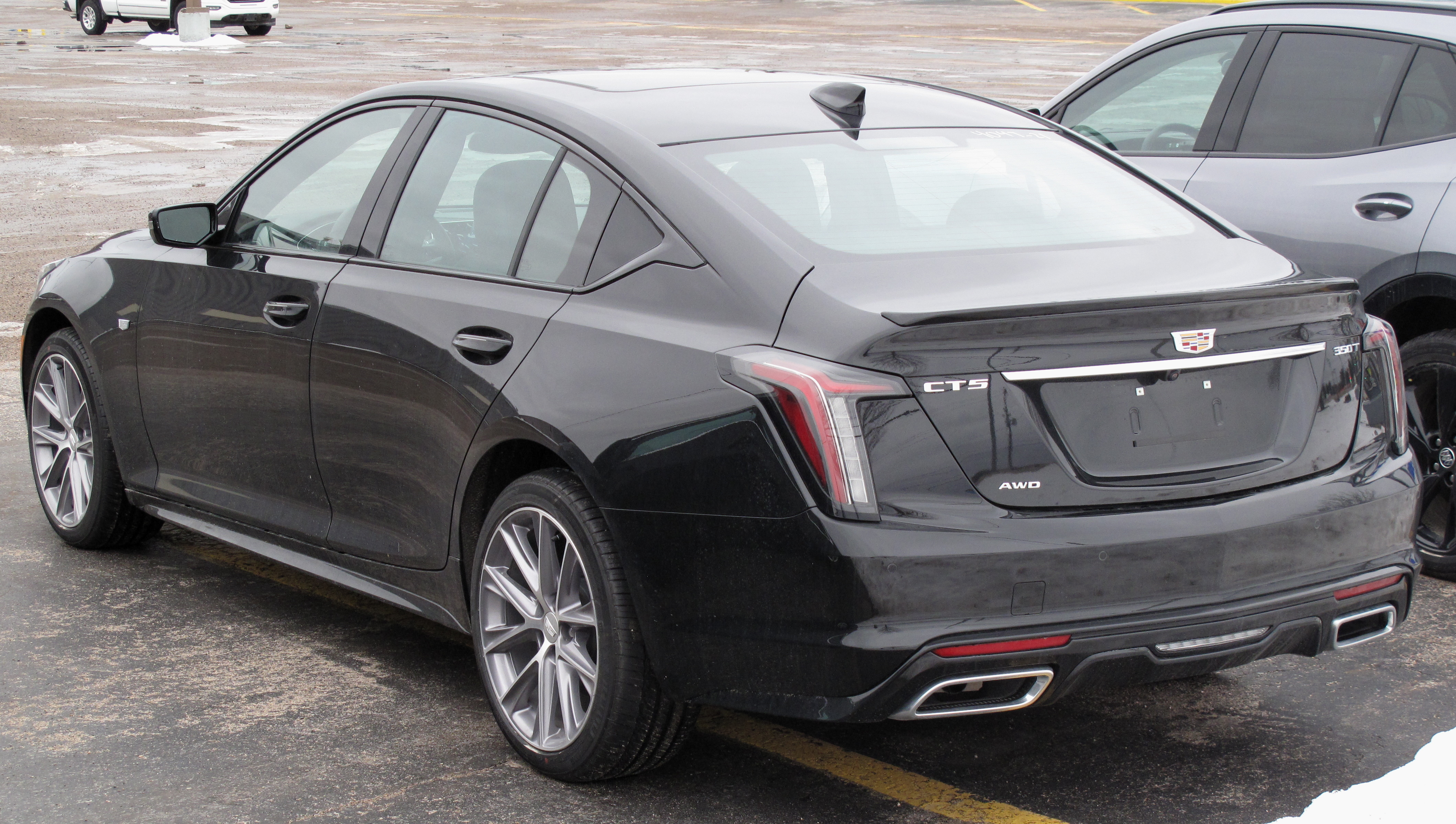
Cadillac CT5 - tył

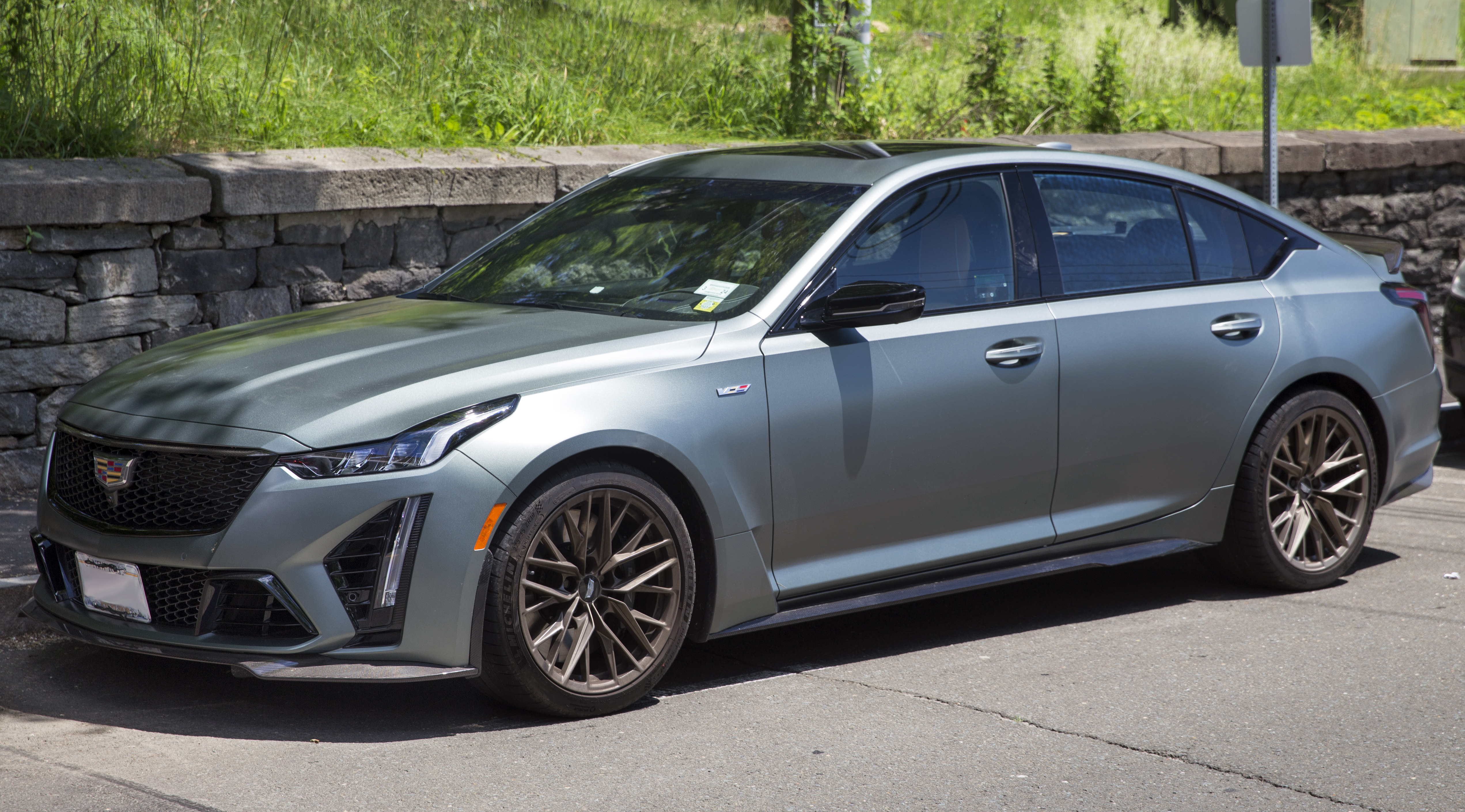
Cadillac CT5-V Blackwing

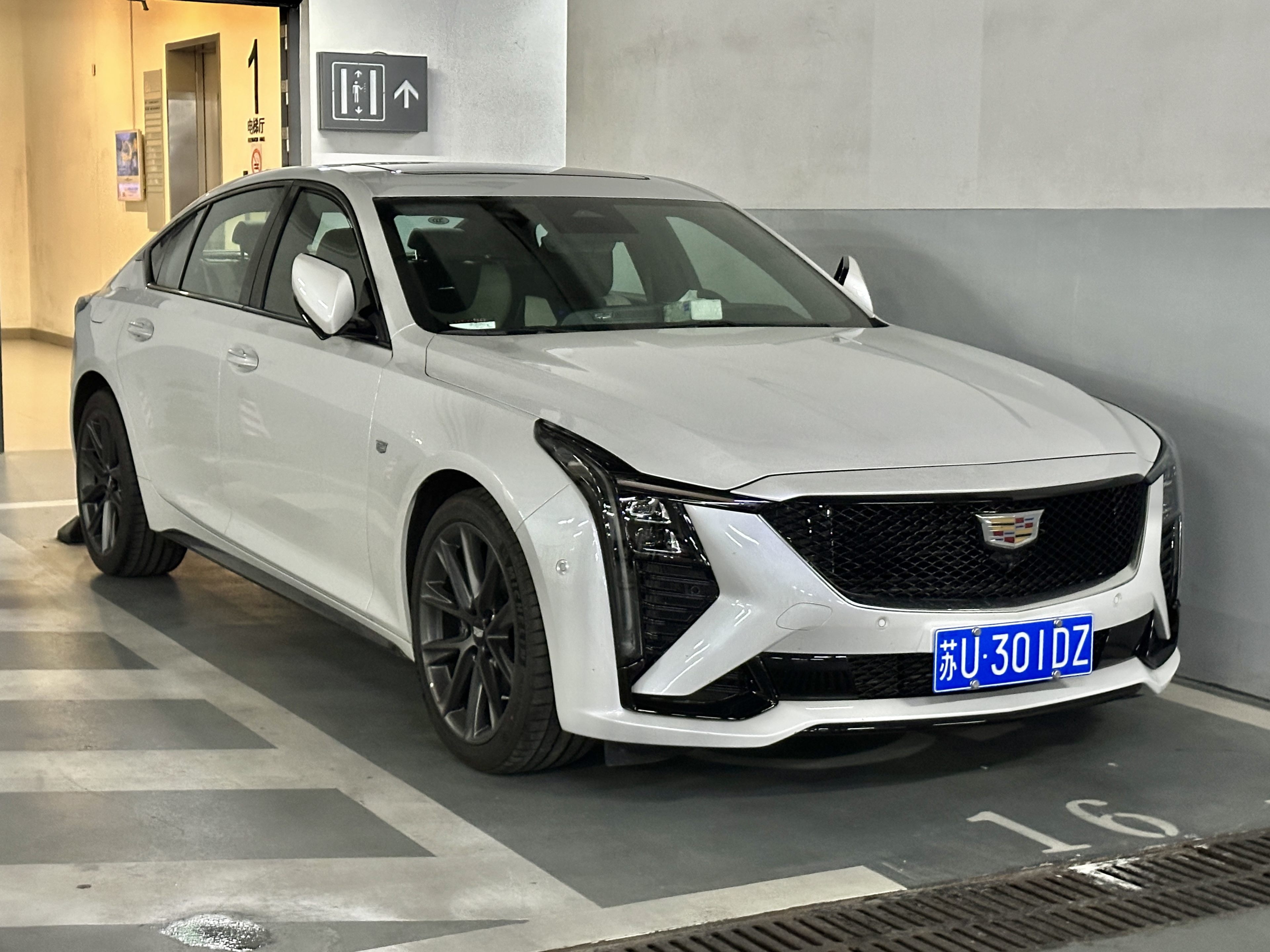
Cadillac CT5-V po liftingu

Pierwsze informacje i fotografie nowego modelu CT5 zostały zaprezentowane po raz pierwszy przez Cadillaca w marcu 2019 roku, jako część ofensywy modelowej tego producenta zapoczątkowanej w styczniu przez SUV-a XT6. Samochód zastąpił w dotychczasowej ofercie marki dwa duże sedany - modele Cadillac CTS i XTS, wdrażając nowy kierunek stylistyczny producenta. CT5 zyskał węższe reflektory, pozbawiony chromowanych ozdobników grill i charakterystyczne, trójramienne tylne lampy. 
Od innych sedanów w ofercie, samochód odróżniono też plastikową lotką w słupku C za tylnymi drzwiami. Samochód został oparty na nowej platformie koncernu General Motors, na której oparto także przedstawiony 2 miesiące później mniejszy model CT4. Poza wspólną techniką, CT5 dzieli też z CT4 m.in. wspólny projekt deski rozdzielczej. W centralnym punkcie deski rozdzielczej o prostym wzornictwie znalazł się 10-calowy, dotykowy ekran systemu multimedialnego.

### Lifting
We wrześniu 2023 Cadillac CT5 przeszedł obszerną modernizację dostosowującą jego stylizację do najnowszych produktów marki. Pas przedni zyskał większą osłonę chłodnicy, przeprojektowany zderzak, a także inne reflektory z rozbudowanymi kloszami i bardziej nieregularnym kształtem wzorem crossovera XT4. W kabinie pasażerskien dotychczas oddzielone od siebie analogowe zegary i centralny ekran dotykowy systemu multimedialnego zastąpiła zintegrowana, 33-calowa tafla szła skrywająca cyfrowe zegary płynnie połączone z większym wyświetlaczem centralnym. System operacyjny wyposażono także w funkcję głosowego asystenta firmy Amazon i łączność 5G.

### CT5-V
W maju 2019 ofertę wersji specjalnych otworzyła sportowa wersja CT5-V, z zewnątrz wyróżniająca się innym projektem zderzaków, dyzuforem, nakładkami na progi i sportowymi alufelgami. Do jej napędu wykorzystany został 3-litrowy podwójnie turbodoładowany silnik V6, który rozwinął moc 360 KM i 542 Nm maksymalnego momentu obrotowego. Zastosowano tę samą co cywilnym modelu 10-stopniową skrzynię biegów, za to układ zawieszenia zmodyfikowano pod kątem funkcji adaptacyjnego sterowania.

### CT5-V Blackwing
W lutym 2021 przedstawiona została topowa odmiana CT5-V Blackwing. Poza poczwórnymi końcówkami wydechu oraz charakterystycznym tylnym spojlerem w kontrastowej czerni, samochód wyposażono w 6,2 litrowe V8 rozwijające moc maksymalną 668 KM i 893 Nm maksymalnego momentu obrotowego. Ponadto, oprócz 10-stopniowej automatycznej skrzyni biegów samochód wyposażono bazowo w niedostępną dotąd w tym modelu 6-biegową manualną przekładnię. Samochód rozwija 100 km/h w 3,4 sekundy.

### Sprzedaż
Oficjalny cennik i specyfikacja Cadillaca CT5 została przedstawiona w Stanach Zjednoczonych w lipcu 2019 roku, a sprzedaż modelu rozpoczęła się w drugiej połowie tego samego roku za główne rynki zbytu określając Amerykę Północną, a także Chiny wraz z lokalną produkcją w zakładach SAIC-GM w Sznaghaju.

### Silniki
- R4 2.0 Turbo LSY 237 KM
- V6 3.0 Twin Turbo LGY 335 KM
- V6 3.0 Twin Turbo LGY 360 KM (CT5-V)
- V8 6.2 Supercharged LT4 668 KM (CT5-V BLACKWING)